# Première Urgence Internationale
Première Urgence Internationale — неприбуткова неполітична міжнародна неурядова організація зі штаб-квартирою у Франції. Її завданням є допомога цивільному населенню, що у скрутному становищі у зв'язку з природними катаклізмами, війною чи економічним колапсом.

## Історія
Première Urgence Internationale виникла в результаті злиття двох французьких неурядових організацій у 2011 році: Première Urgence та Aide médicale internationale.
У червні 1992 року, під час конфлікту в Боснії і Герцеговині, четверо друзів (Родольф Клер, Крістоф Дюшательє, Люк Давид і Тьєррі Морісе) вирішили допомогти жертвам цієї смертельної війни. Для цього вони створили асоціацію, яку назвали "Première Urgence", зібрали медикаменти та продукти харчування, орендували кілька вантажівок і перетнули Європу, щоб дістатися до Сараєво, яке перебувало під бомбардуванням. Вони швидко набули досвіду і вирішили взяти на себе довгострокові зобов'язання щодо гуманітарної діяльності.
У 1979 році афганське населення страждало від війни після внутрішніх конфліктів і радянської окупації. Лікарі, медсестри, акушерки та фармацевти асоціації "Aide Médicale Internationale" вирушили на місця, щоб навчати населення медицині. Їхнє гасло: "Допоможемо їм обійтися без нас".
У 2011 році віддані своїй справі гуманітарні працівники "Première Urgence" та досвідчені лікарі "Aide Médicale Internationale" зустрілися. Вони об'єднали зусилля, щоб надавати допомогу вразливим верствам населення по всьому світу. Так народилася Première Urgence Internationale.
Сьогодні команди працюють в Африці, Азії, Європі, на Близькому Сході, в зонах збройних конфліктів або після стихійних лих. Première Urgence Internationale зараз є однією з найважливіших неурядових організацій на гуманітарній сцені Франції.
1. 1 2  SIRENE